# Сарома (озеро)
Озеро Сарома (яп. サロマ湖, Saroma-ko), також Лагуна Сарома, є прибережною лагуною  (отже, вода там солонувата)  в Саромі, Кітамі і Юбецу Хоккайдо, Японія. Воно розташоване в Квазінаціональному парку Абасірі. За площею озеро є третім за величиною в Японії і найбільшим на Хоккайдо.
Назва походить від топоніму народу Айни Саруомахецу, що означає "місце, де росте багато очерету міскантусу".